# Дільниця II Гжегужки (Краків)

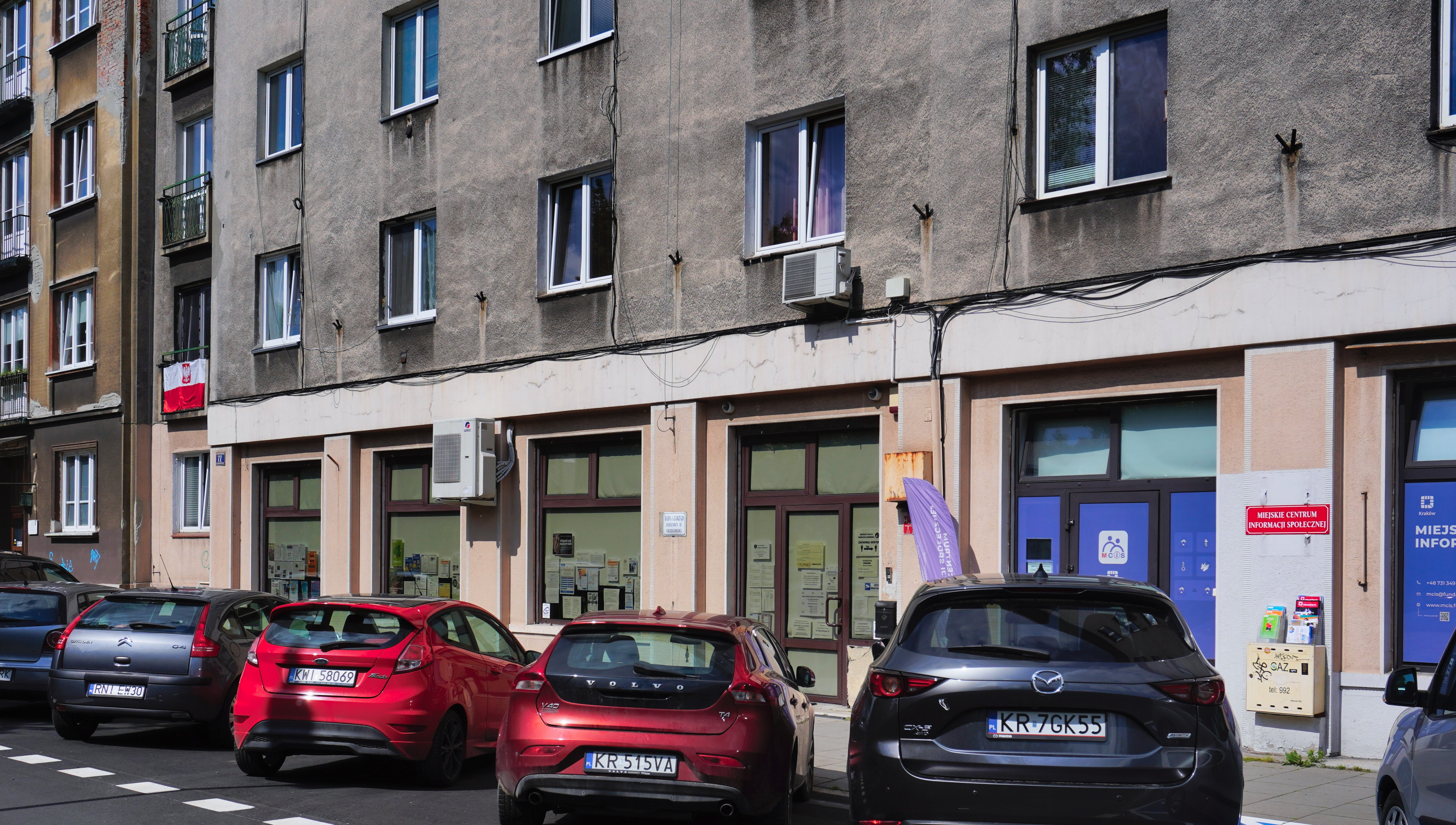
Місцезнаходження офісу Округу II Grzegórzki в Кракові за адресою al. Daszyńskiego 22

Дільниця ІІ Гжегужки (пол. Dzielnica II Grzegórzki)— дільниця (район), допоміжна одиниця гміни Кракова. Назва походить від села Гжегужкі (Grzegórzki), включеного в межі міста в 1910 році. До 1990 р. у складі дільниці Середмістя. Головою ради та правління дільниці II Гжегужки на 9-му терміні повноважень 2023—2028 є Моніка Фірлей.

## Офіс уряду дільниці
Aleja Ignacego Daszyńskiego 22, 31-537 Kraków

## Демографія
| Рік  | Стан на кінець року | Примітки           |
| ---- | ------------------- | ------------------ |
| 2004 | 32.945              |                    |
| 2005 | ▲32.438             |                    |
| 2006 | ▲33.053             |                    |
| 2007 | ▲30.753             |                    |
| 2008 | b/d                 |                    |
| 2009 | ▲30.366             |                    |
| 2010 | b/d                 |                    |
| 2011 | ▲30.075             |                    |
| 2012 | ▲29.468             | stan na 21.02.2012 |
| 2013 | ▲29.367             | stan na 14.05.2013 |
| 2013 | ▲29.247             |                    |
| 2014 | ▲29.230             |                    |
| 2015 | ▲29.022             |                    |
| 2016 | ▲28.960             |                    |
| 2018 | ▲29.032             | stan na 06.01.2018 |
| 2018 | ▲29.474             |                    |
| 2019 | ▲29.741             |                    |
| 2020 | ▲29.821             |                    |
| 2021 | ▲29.740             |                    |
| 2022 | ▲29.600             |                    |
| 2023 | ▲29.570             |                    |

## Житлові масиви та звичайні міські одиниці
- Домбє
- Гжегужкі
- Вільха
- Osiedle Oficerskie
- Весола

## Межі дільниці
- межує з дільницею XIII на ділянці — від гирла річки Бялуха до річки Вісла на захід через середину річки Вісла до перетину із залізничною лінією Краків — Тарнув,
- Межує з дільницею І на ділянці — від перетину залізничної колії Краків-Тарнув з річкою Вісла на північ із західного боку залізничної колії Краків-Тарнув до перехрестя з вул. Любіча, далі на схід по північній стороні вул. Любіча до перехрестя з вул. Босацька, далі на північ по східній стороні вул. Босацька до перехрестя з вул. Aleksandra Lubomirskiego, далі на схід уздовж південного боку вул. Любомирського до перехрестя з вул. Раковицької і далі на північ по західній стороні вул. Раковицька до перетину з об'їзною вантажною залізничною лінією.
- Межує з дільницею ІІІ на ділянці — від перехрестя вантажної залізничної об'їзної з вул. Раковицької в південно-східному напрямку, східним боком об'їзної вантажної залізниці до перехрестя з вул. Могильської та далі на північний схід, з північного боку ал. Яна Павла II для продовження західної межі ділянки № 30/5, на якій розташована буд.115- втому місці перетинає ал. Яна Павла II до західного кута ділянки № 30/5, далі на південь вздовж західної межі ділянки № 30/5 до приміщення поліції (ділянка № 31/1), далі на схід вздовж огорожі приміщення поліції. до примикання до ділянки № 30/4, далі на південний схід від межі ділянки № 31/1 (об'єкт поліції) та ділянки № 30/4. У місці стику ділянок № 31/1, 29/2 вона змінює напрямок на північ і проходить по південно-східній межі ділянки № 29/2. Стефана Януша, далі по південній стороні вул. Януса продовжити межі ділянок 23, 24, 27 та 28 на північ та далі на південний схід по межі ділянок 23, 24, 27 та 28, до південного кута ділянки 28.
- Межує з дільницею XIV на ділянці — від південного кута ділянки № 28 на південний схід, вздовж західної межі парку Польських авіаторів (межа між дільницями № 16 та 52) до ал. Pokoju, потім на захід уздовж північної сторони ал. Pokoju до перетину з річкою Бялуха, далі на південь вздовж східного боку річки Бялуха до її впадіння в річку Вісла.

## Галерея

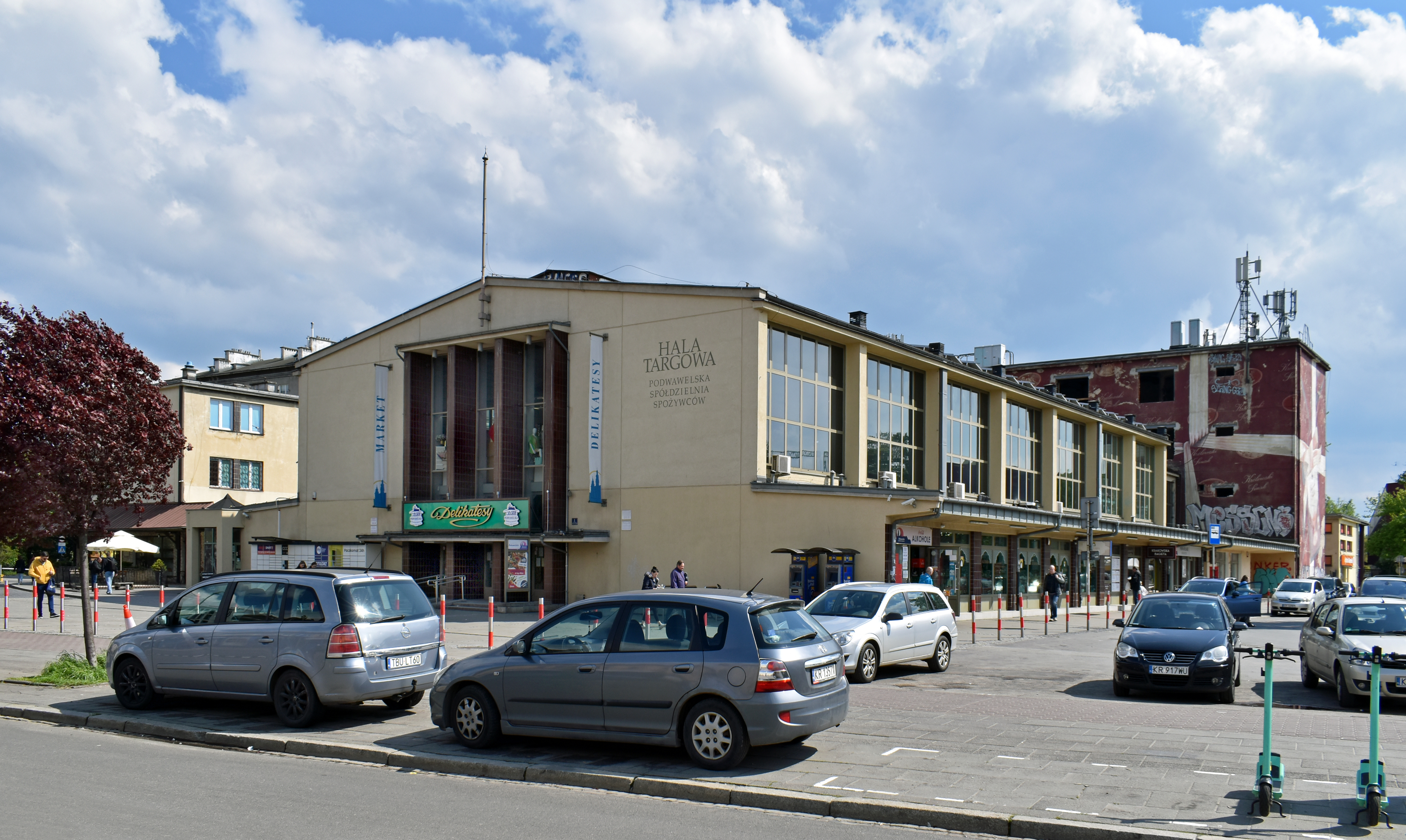
Торговий комплекс
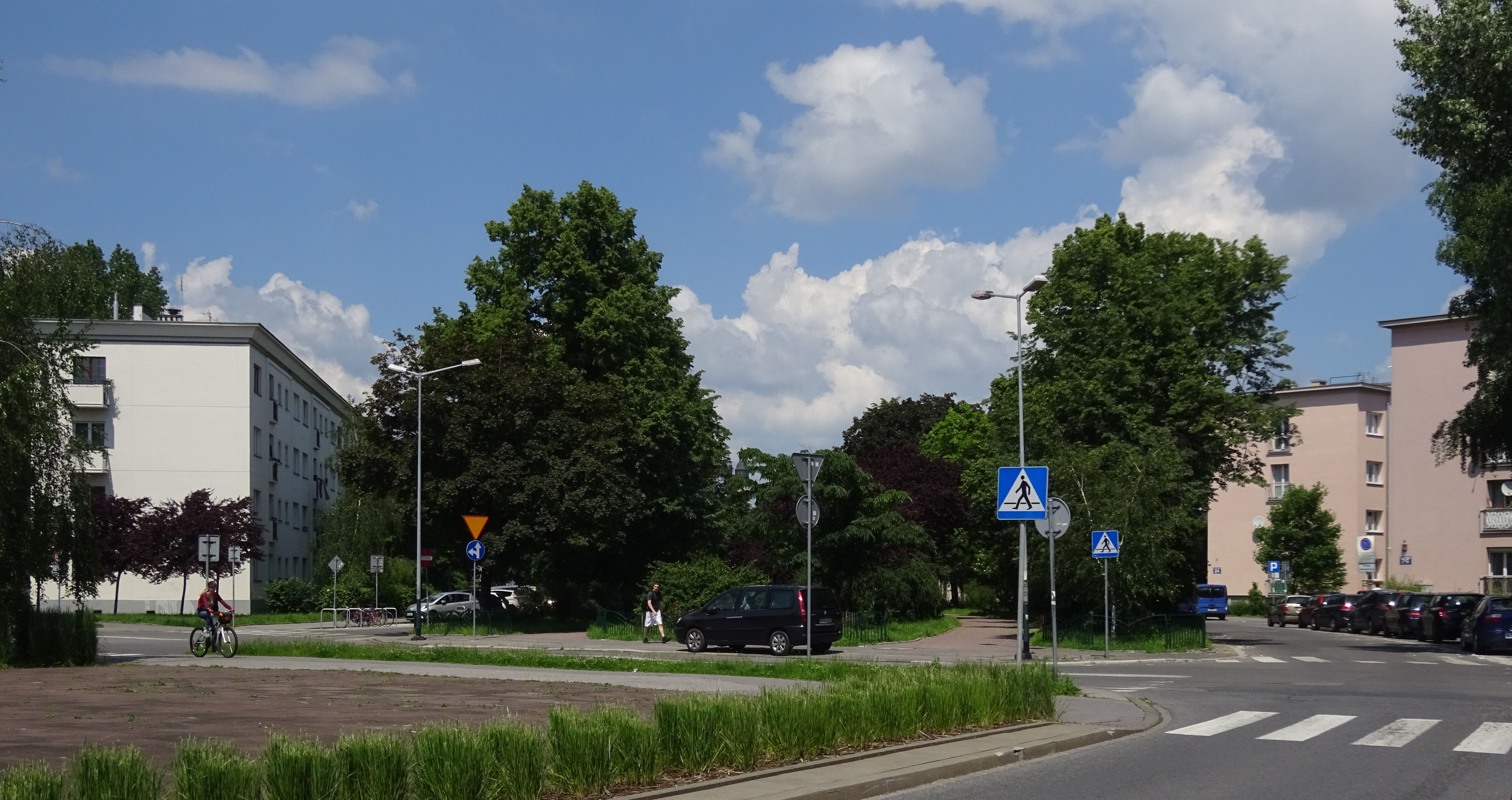
Aleja Daszyńskiego
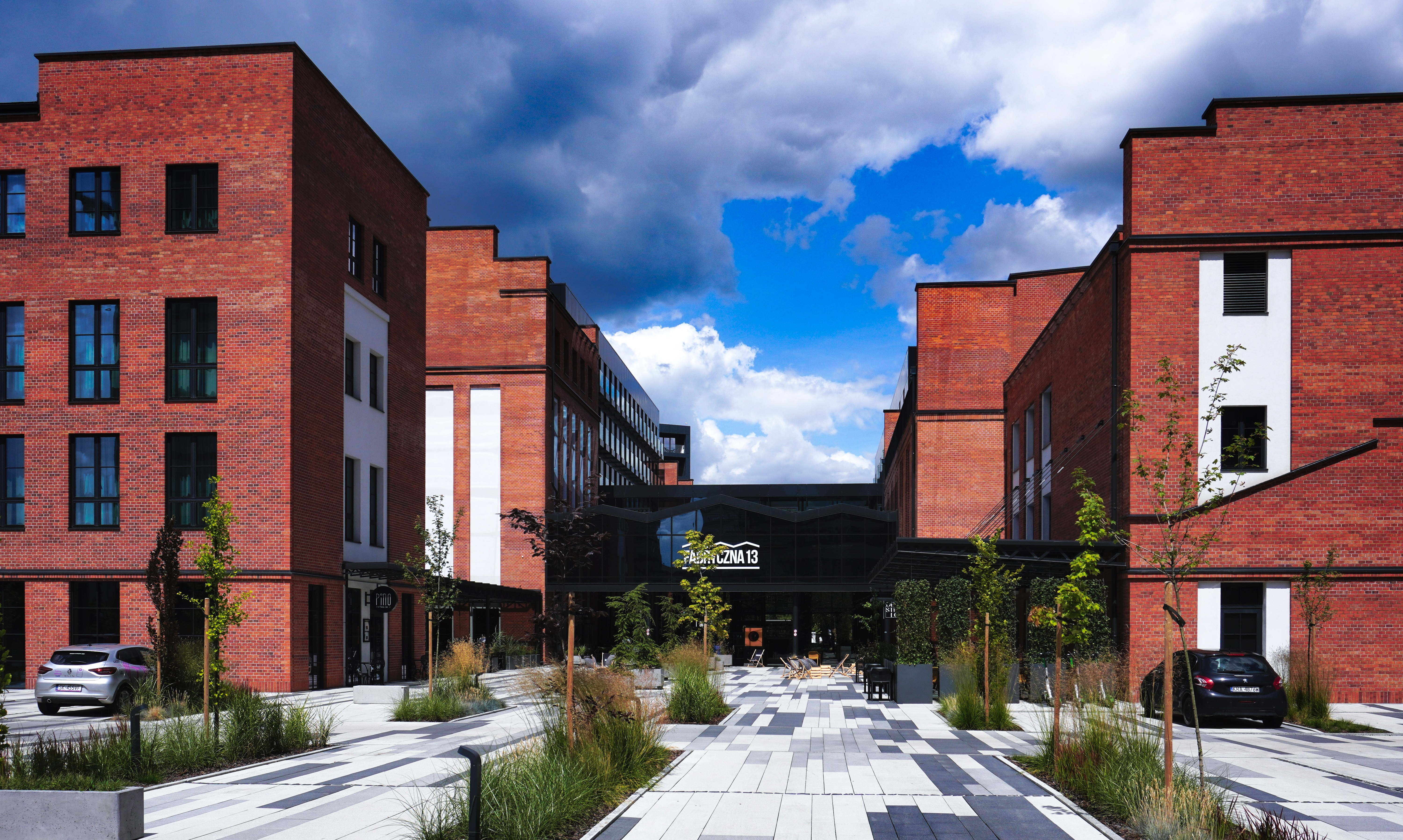
Fabryczna City – давній  комплекс з виробництва водки
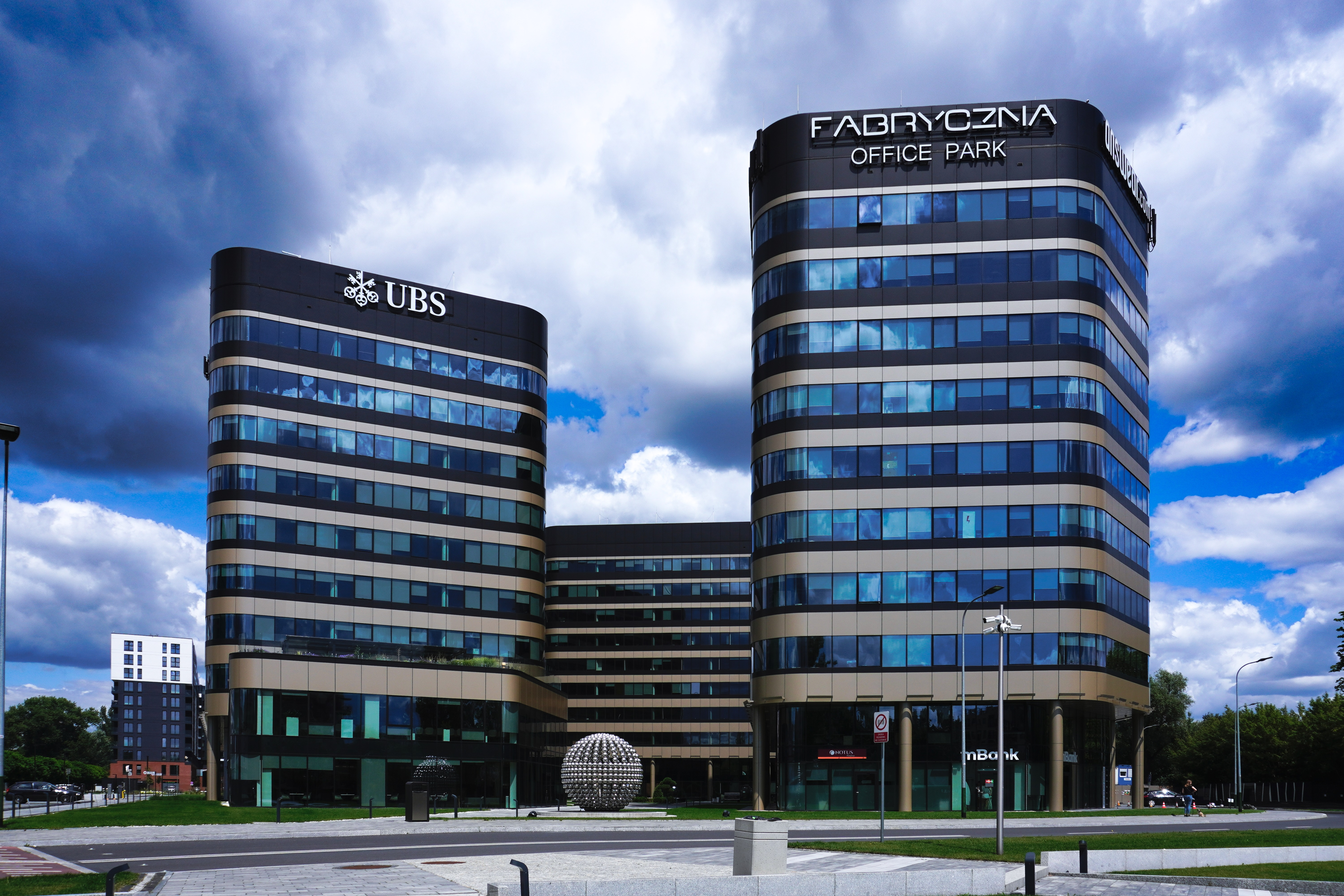
Fabryczna Office Park
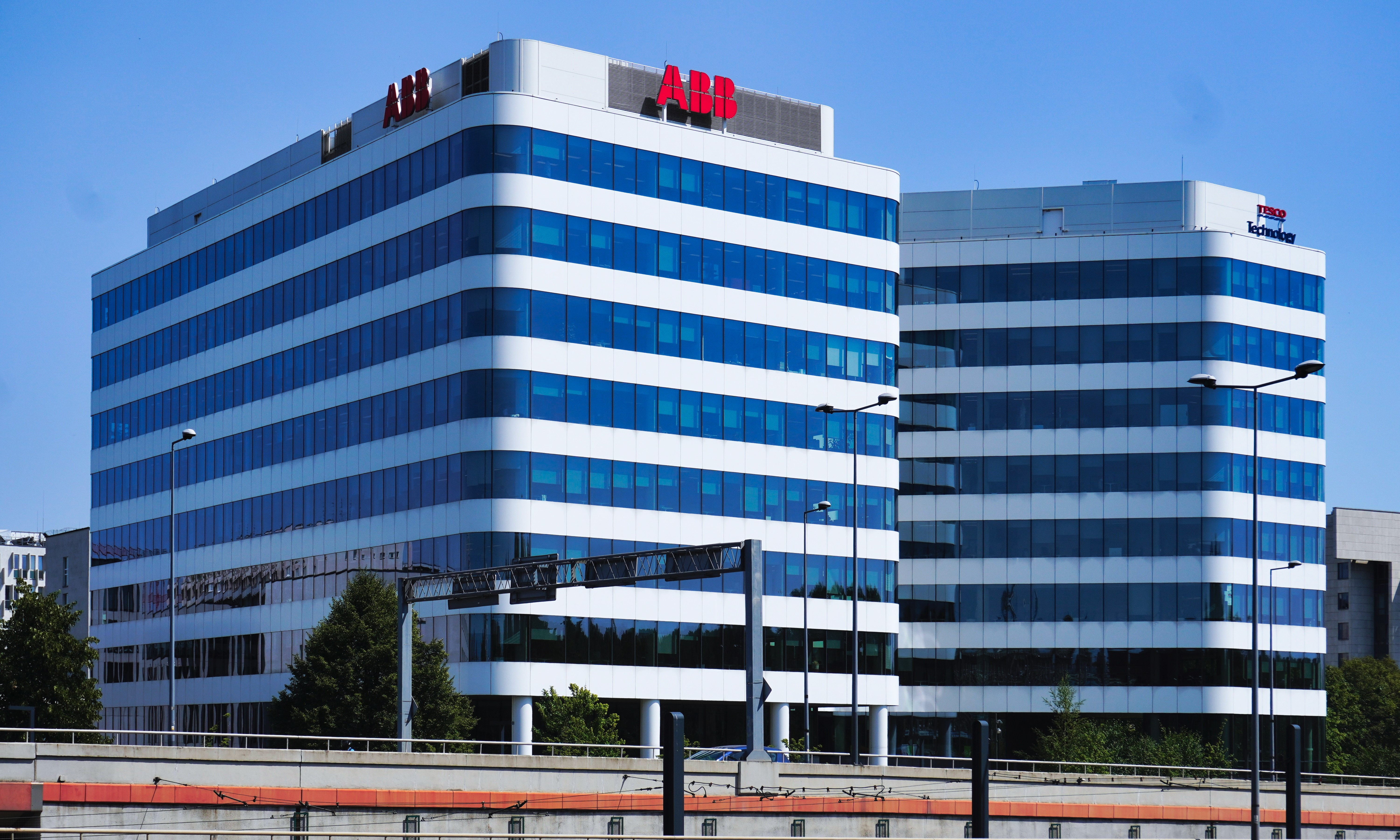
Офісна будівля «Axis».
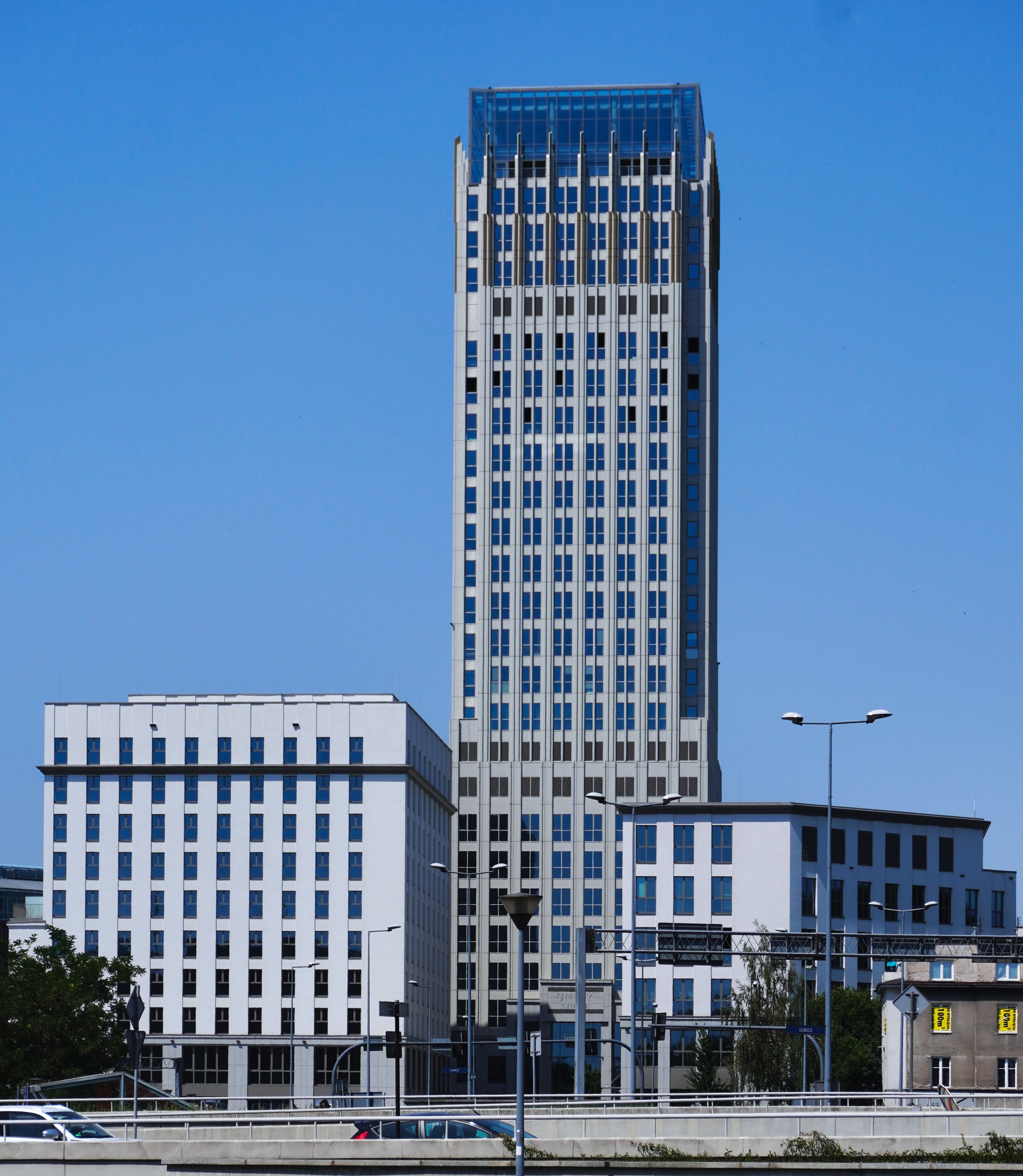
Unity Centre